# Нагатінська заплава
55°41′33″ пн. ш. 37°39′58″ сх. д. / 55.692494° пн. ш. 37.666072° сх. д.
Нагатінська заплава (інша назва — Парк імені 60-річчя Жовтня) (рос. Нагатинская пойма) — зона відпочинку і зелена зона у Південному окрузі Москви. Спочатку мав назву «Парк імені 60-річчя Жовтня», з огляду на відкриття напередодні ювілею Жовтневої революції. Сучасна назва — від колишнього села Нагатіно, що увійшло до складу Москви.

## Історія
До споруди Перервинського гідровузла і підсипання ґрунту в 1930-х роках територія парку постійно зазнавало затоплення паводками Москви-річки і була дуже заболочена. Наприкінці 1960-х років Нагатінська заплава була повністю реконструйована: проведені роботи по ліквідації заболоченості, в ході яких підсипано понад 1 млн м³ ґрунту, споруджений спрямувальний канал завдовжки 3,5 км, в внаслідок чого утворився півострів площею понад 150 га, розділений Нагатінським метромостом, територія якого більше не затоплялася..
Напередодні святкування 60-річчя Жовтневої революції на півострові було закладено парк за проектом архітектора В. І. Іванова, загальною площею понад 100 га.

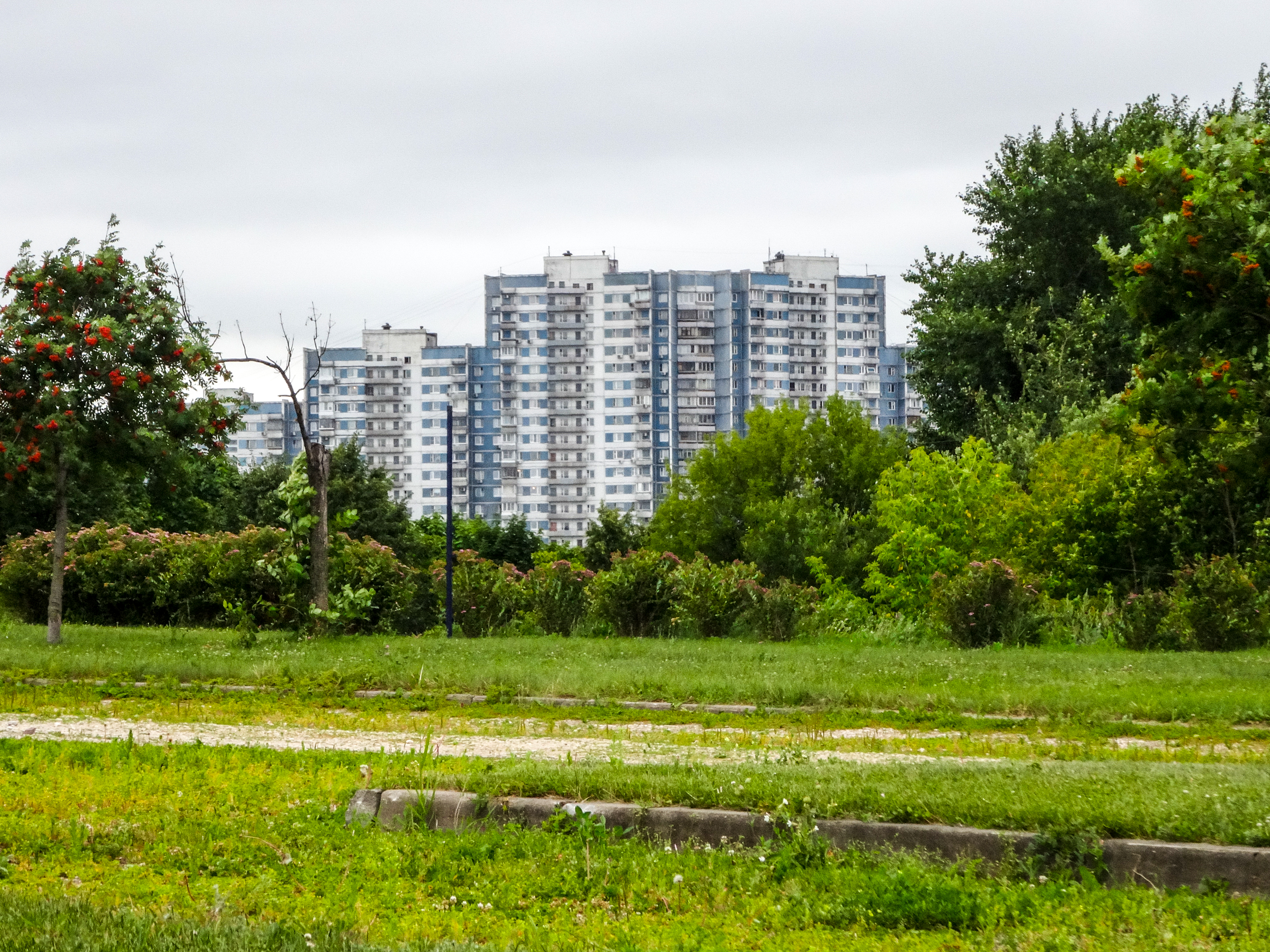
Вид на панельні будинки в районі Нагатіно з парку імені 60-річчя Жовтневої революції. Липень 2014

В 1985 році в заплаві збудували Південний річковий вокзал, що став другою «річковою брамою» Москви після Північного річкового вокзалу. Будівля вокзалу, прикрашена вежею зі шпилем, виконано із залізобетонних конструкцій і скла і витягнуто уздовж берега.
25 грудня 2019 року відкрито рух по автомобільному 6-смуговому мосту через Кожуховський затон — Кожуховський міст. Довжина нової траси — 783 м.
29 лютого 2020 року на його території відкрито тематичний критий парк розваг «Острів мрії».